# Vitamin-Modell
Das Vitamin-Modell (1987) des britischen Arbeitspsychologen Peter Warr gibt insgesamt neun Faktoren an, die die psychische Gesundheit eines Menschen in der Arbeitswelt beeinflussen können, ganz ähnlich wie Vitamine die körperliche Gesundheit beeinflussen. Mit diesen Faktoren können berufliche Tätigkeiten hinsichtlich ihrer Belastung für den Arbeitenden eingeordnet werden.
Zu den Constant-Effekt-Faktoren zählen nach Warr 
1. die Verfügbarkeit finanzieller Ressourcen
2. die physische Sicherheit
3. die soziale Position, die die Selbstachtung und Anerkennung durch andere begünstigt

Liegen diese Faktoren nur in einer niedrigen Ausprägung vor, kann das einen negativen Einfluss auf die psychische Gesundheit des Arbeitenden haben. Die Nützlichkeit des Vorliegens dieser Faktoren steigt jedoch nicht bis ins Unermessliche, sondern erreicht recht schnell eine Sättigung. Diese Faktoren sind vergleichbar mit Vitamin C, das bis zu einem gewissen Punkt förderlich ist, bei einer höheren Dosierung aber keine Effekte mehr hat bzw. ausgeschieden wird.
Zu den Additional-Decrement-Faktoren zählen: 
1. die Möglichkeit zur Kontrolle der eigenen Lebensbedingungen
2. die Möglichkeit zu sozialen Kontakten
3. die Möglichkeit, eigene Fähigkeiten zu entwickeln und anzuwenden
4. externe Zielvorgaben, die aktivierend und motivierend wirken
5. die Abwechslung und damit die Chance neue Erfahrung zu machen
6. die Vorhersehbarkeit und Durchschaubarkeit von Ereignissen

Diese sechs Faktoren können sich negativ auf die Gesundheit auswirken, wenn sie zu gering oder auch zu stark ausgeprägt sind. Die Faktoren sind entsprechend vergleichbar mit der Wirkung von Vitamin D, welches zwar lebensnotwendig ist, bei einer Überdosierung aber schädigend wirkt.